# Coronel José Dias
Coronel José Dias este un oraș în Piauí (PI), Brazilia.